# Nieuport 11
Nieuport 11, znan tudi pod nadimkom Bébé, je bilo francosko dvokrilno lovsko letalo prve svetovne vojne, ki ga je izdelovalo francosko podjetje Nieuport.

## Uporabniki
- Belgija
- Kolumbija
- Češkoslovaška
- Francija
- Italija
- Nizozemska
- Romunija
- Carska Rusija
- Srbija ( Jugoslavija)
- Siam (štiri letala)
- Ukrajina (eno letalo)
- Združeno kraljestvo